# East Japan Railway Company
Az East Japan Railway Company Japán legnagyobb személyszállító vasúttársasága, a hét, Japan Railways Group vállalata közül a legnagyobb. A vállalat neve angolul hivatalosan JR-EAST vagy JR East, japánul pedig JR Higashi-Nihon (JR東日本, Jeiāru Higashi-Nihon) rövidítéssel szerepel. A vállalat székhelye a tokiói Shibuya Yoyogiban, a Sindzsuku pályaudvar mellett található, a tokiói tőzsdén jegyzik (korábban másodlagos jegyzése volt a nagojai és az oszakai tőzsdén), a TOPIX Large70 index egyik alkotóeleme, és egyike a Nikkei 225 index három Japán Vasúti Csoporthoz tartozó alkotóelemének, a másik a JR Central és a JR West.

## Vonalak
A JR East vasútvonalai elsősorban Kanto és Tohoku régiót, valamint a Kōshin'etsu régió (Niigata, Nagano, Yamanashi) és Shizuoka prefektúrák szomszédos területeit szolgálják ki.

### Sinkanszen
A JR East üzemelteti az összes Sinkanszen nagysebességű vasútvonalat Tokiótól északra, kivéve a Hokkaido Railway Company-t, amelyet a JR Hokkaido üzemeltet.
- Tóhoku Sinkanszen (Tokió - Shin-Aomori)
- Dzsóecu Sinkanszen (Tokió - Niigata; Echigo-Yuzawa - Gala Yuzawa)
- Hokuriku Sinkanszen (Tokió - Jōetsumyōkō)
- Jamagata Sinkanszen (Tokió - Shinjo)
- Akita Sinkanszen (Tokió - Akita)

A Tokió-Ószaka Tōkaidō Shinkansen a JR Central tulajdonában van, és a JR Central üzemelteti, bár a JR East számos állomásán megáll.